# Koreaceratops
Koreaceratops là một chi khủng long ceratopsia cơ sở được phát hiện tại tầng Alba thuộc Creta sớm tại Hàn Quốc. Nó được mô tả dựa trên mẫu vật KIGAM VP 200801, một loạt 36 đốt sống đuôi liên kết với một phần chân sau và đốt háng. Mẫu vật này được tìm thấy trong một khối sa thạch ở thành phố Hwaseong.